# Траханиот, Юрий Мануилович
Юрий Мануилович (Эммануилович) Траханиот (по прозвищу «Старый»; 2-я пол. XV века — 1513) — придворный, дипломат, возможно писатель-переводчик. Грек из рода Тарханиотов, придворный Софии Палеолог, позднее на службе царя Ивана III.

## Сведения

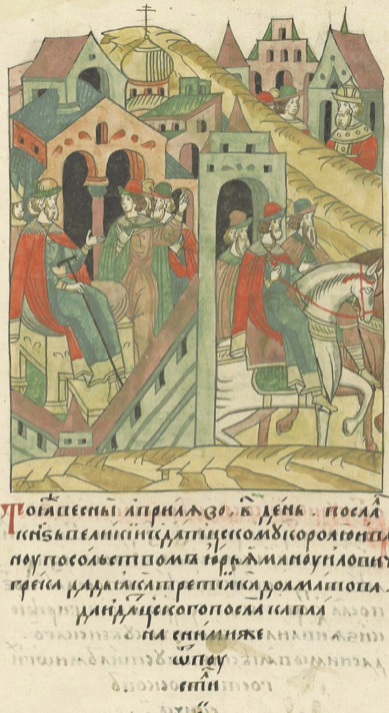
Юрий Мануилович Траханиот едет в Данию

Существует версия, что в сообщении итальянских источников о Юрии Греке и Николо Джисларди, прибывших в Рим из Москвы в 1468 году, имеется в виду Юрий Траханиот, однако эта гипотеза не получила широкого признания. Достоверно Траханиот приехал в Москву в 1469 году с проектом брака великого князя московского Ивана III и Софьи Палеолог — дочери морейского деспота Фомы. В 1472 году он прибыл в Москву вместе со своим братом Дмитрием в свите Софьи. О какой-либо его деятельности в России на протяжении следующих тринадцати лет ничего не известно. Если верно предлагавшееся в литературе отождествление Траханиота и Георгия Перкамоты (Перканеота), который указывается в итальянских источниках, то в 1485—1486 годах он вёл дипломатические переговоры в Милане и Венеции. Со слов Перкамоты было составлено описание Русского государства, имевшее хождение в Европе. С 1489 года он не раз ездил послом в Империю, в 1494 году принимал послов Ганзы, в 1500—1501 годах был послом в Дании к королю Иоганну. В придворной группировке Траханиоты, естественно, принадлежали к партии Софии Палеолог и её сына — будущего царя Василия III. Будучи православными по своему вероисповеданию, они склонялись к союзу с католическим Римом. Партия Софии Палеолог была в оппозиции к дворцовому кругу Елены Волошанки, в котором распространялись нетрадиционные религиозные идеи, которые позднее были осуждены, как ересь жидовствующих. Отсюда контакты Траханиотов с новгородским архиепископом Геннадием, который был ярым борцом с религиозным инакомыслием. Брат Юрия, Дмитрий, составлял для Геннадия записку по поводу ожидаемого конца света в связи с 7000 годом по православному календарю. Геннадий через Юрия получил от германского посла сведения о созданной в Испании инквизиции и вынашивал план создания подобной организации в России. Будучи в Италии в 1489—1491 годах, Юрий Траханиот пригласил на Русь учёного медика из Любека Николу Булева — придворного врача папы римского, который стал врачом Ивана III. Булев должен был помочь московитам в составлении новых Пасхалий. Доктор перевёл для Геннадия сочинение Самуила Евреина против иудаизма. По просьбе Геннадия Юрий Траханиот в 1492—1493 годах пригласил в Новгород первопечатника из Любека Б. Готана, тот был принят на службу к архиепископу, но Готану не удалось осуществить свой проект. Согласно любекской хронике, печатника утопили в реке.
После 1501 года имя Юрия Траханиота исчезает со страниц источников.